# Sunflower Kirishima (ferry de 1993)
Pour les articles homonymes, voir Kirishima (homonymie).
Le Sunflower Kirishima (さんふらわあ きりしま, Sanfurawā Kirishima) est un ferry ayant appartenu à la compagnie japonaise Ferry Sunflower. Construit entre 1992 et 1993 aux chantiers Mitsubishi Heavy Industries de Shimonoseki pour la compagnie Blue Highway Line, il entre en service en août 1993 sur les liaisons reliant Ōsaka à Shibushi, au sud de l'île de Kyūshū. Transféré en 2000 au sein de société Blue Highway Line West Japan et en 2007 au sein de Diamond Ferry, il intégrera finalement l'entité Ferry Sunflower en 2009. Remplacé en 2018 par le nouveau Sunflower Kirishima après une carrière de 25 ans, il est cédé l'année suivante à l'armateur indonésien Dharma Lautan Utama qui le rebaptise Dharma Kencana VII. Il navigue actuellement entre les provinces indonésiennes de Java oriental et du Kalimantan oriental.

## Histoire

### Origines et construction
À la fin des années 1980, le groupe industriel Kurushima Dock, en difficulté financière, décide de céder sa participation dans les compagnies Nippon Kosoku Ferry et Kansai Kisen. En novembre 1990, les actifs et la flotte de ces deux sociétés sont rachetés par la compagnie Nippon Enkai Ferry, filiale de l'armateur Mitsui O.S.K. Lines (MOL) assurant des liaisons entre Tokyo et l'île d'Hokkaidō, qui fait alors arborer la célèbre marque au tournesol à l'ensemble de sa flotte. Renommée à l'occasion Blue Highway Line, la compagnie reprend l'exploitation des lignes de l'ex-Nippon Kosoku Ferry entre le Kansai et l'île de Kyūshū. Mais l'entreprise hérite cependant d'une flotte vieillissante, les ferries Sunflower 11 et Sunflower 5, rebaptisés entre-temps Sunflower Satsuma et Sunflower Osaka, sont en service depuis les années 1970 et tendent à devenir inadaptés au trafic. Dès la reprise des activités de Nippon Kosoku, Blue Highway Line se penche sur le remplacement à court terme du Sunflower Satsuma et du Sunflower Osaka par deux unités neuves et performantes.
Ces navires sont conçus selon les derniers standards de la construction navale japonaise initiée à la fin des années 1980 avec, entre autres, les imposants ferries de la compagnie Taiheiyō Ferry. Les futures unités de Blue Highway s'en inspireront largement avec une conception davantage tournée vers le transport de fret. À cet effet, ils sont équipés d'un vaste garage sur deux niveaux d'une hauteur de 4,3 mètres et dépourvu de piliers, ce qui permet le chargement de 175 remorques. À l'inverse, la capacité passagère est abaissée à 780 personnes et le luxe et la variété des installations sont volontairement réduits par rapport aux anciens Sunflower 11 et Sunflower 5 au profit de locaux plus fonctionnels mais conservant malgré tout un certain confort. Leurs dimensions sont proches de celles du Sunflower 5 avec une longueur de 186 mètres. Enfin, malgré la prolifération de navires semi-rapides dans l'archipel, les futurs Sunflower seront équipés de moteurs conventionnels de 34 200 chevaux, ce qui leur confèrera tout de même une vitesse commerciale de 22 nœuds, leur permettant de relier Kyūshū en quatorze heures.
Assurée par les chantiers Mitsubishi Heavy Industries de Shimonoseki, la construction du second navire, baptisé Sunflower Kirishima, débute en novembre 1992. Lancé le 9 avril 1993, il est livré à Blue Highway Line en août 1993 au terme de quatre mois de finitions.

### Service

#### Sunflower (1993-2019)
La carrière du Sunflower Kirishima débute le 26 août 1993. Mis en service entre Ōsaka et Shibushi, il rejoint son sister-ship le Sunflower Satsuma et remplace le ferry Sunflower Osaka (ex-Sunflower 5).

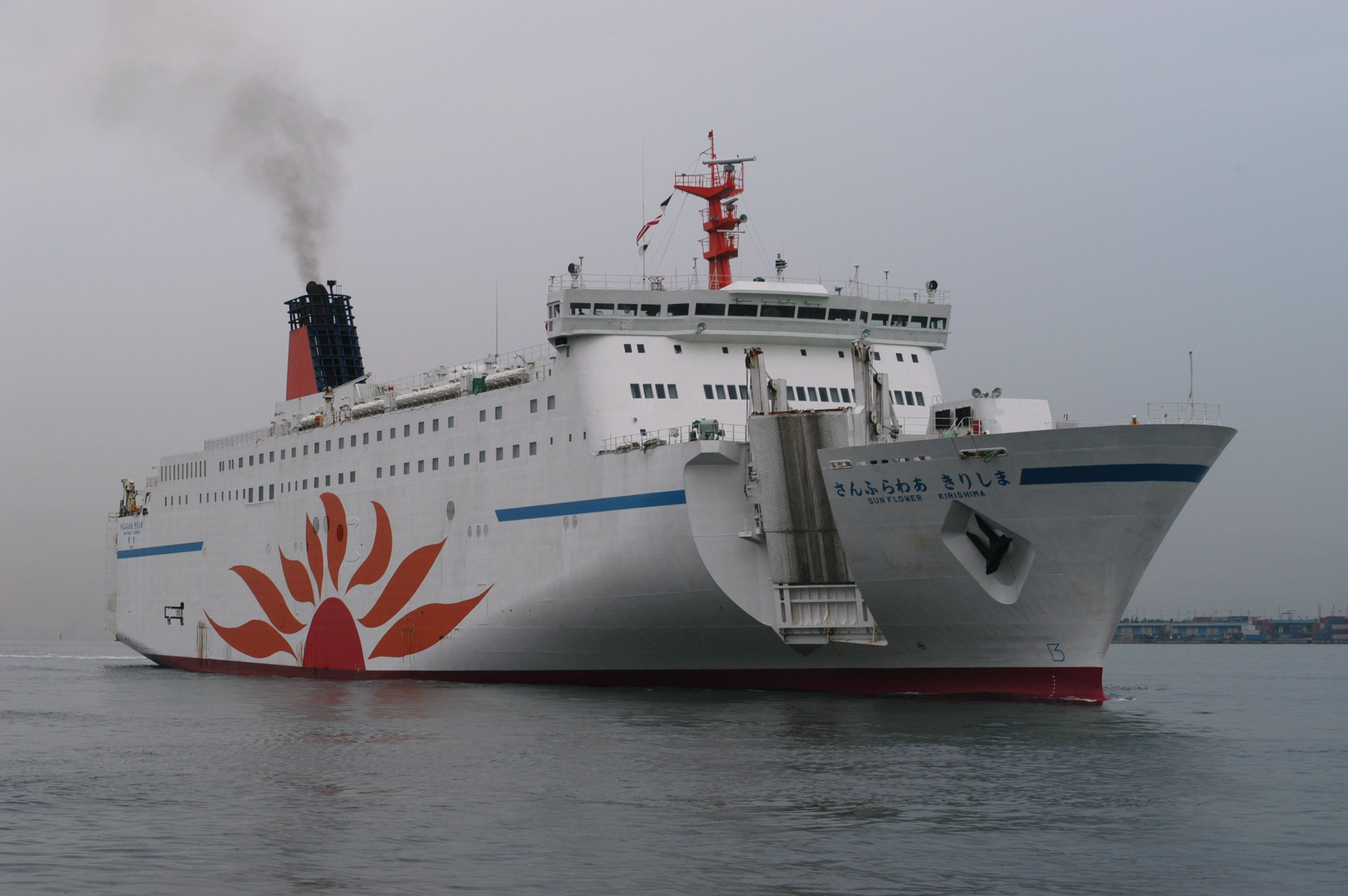
Le Sunflower Kirishima en 2003.

À compter du 19 avril 1997, le navire et son jumeau sont transférés sur les liaisons entre Tokyo et l'île d'Hokkaidō en remplacement des Sunflower Sapporo et Sunflower Erime. En septembre, le port de départ est déménagé de Tokyo à Ōarai. Le Sunflower Kirishima et son sister-ship retrouveront finalement les liaisons vers Kyūshū en avril 1999.
En 2000, le groupe MOL décide de scinder les activités de Blue Highway Line. Le Sunflower Kirishima est ainsi transféré au sein de la filiale Blue Highway Line West Japan qui reprend l'exploitation des liaisons vers Kyūshū et Shikoku.
En 2007, en raison de l'absorption de Blue Highway Line West Japan par la compagnie Diamond Ferry, le navire devient la propriété de cette dernière. À cette période, sa coque arbore toujours l'emblème de la marque Sunflower mais sa cheminée est repeinte aux couleurs de Diamond Ferry. Plus tard, en 2009, Diamond Ferry et Kansai Kisen, autre compagnie utilisant la marque Sunflower, fusionnent pour créer la société Ferry Sunflower qui devient par voie de conséquence la propriétaire de la flotte. À l'occasion, les logos de Diamond Ferry sont retirés de la cheminée du Sunflower Kirishima qui retrouve sa couleur orange d'origine.
Au milieu des années 2010, il apparaît que le navire et son jumeau ne correspondent plus aux attentes de la clientèle. Alors que la plupart des opérateurs desservant l'île de Kyūshū ont déjà renouvelé leurs flottes, Ferry Sunflower emboîte le pas et annonce en novembre 2015 la commande de deux nouveaux navires prévus pour remplacer le Sunflower Satsuma et le Sunflower Kirishima.
En 2018, le navire est rebaptisé Sunflower Kirishima 1 afin d'éviter toute confusion avec le nouveau Sunflower Kirishima dont la mise en service intervient au mois de septembre. Le Sunflower Kirishima 1 reprend cependant du service entre Ōsaka et Shibushi afin de pallier l'absence des nouveaux navires qui doivent retourner au chantier en raison de problèmes récurrents au niveau de leurs machines. Le navire les remplace respectivement du 2 au 31 octobre et du 26 novembre au 16 décembre puis est ensuite désarmé à Ichihara,. En avril 2019, il est cédé à l'armateur indonésien Dharma Lautan Utama (DLU) qui avait déjà racheté son sister-ship l'ex-Sunflower Satsuma fin 2018.

#### DLU Ferry (depuis 2019)
Livré à DLU le 17 avril 2019, le navire est renommé Dharma Kencana VII et enregistré sous pavillon de complaisance mongol. Il quitte le Japon le 27 mai pour rejoindre l'Indonésie. Arrivé à destination, il subit quelques travaux de transformations consistant notamment en la réfection des superstructures à l'arrière et l'ajout de la livrée de DLU Ferry. À l'issue de ces travaux, il est mis en service entre les provinces indonésiennes de Java oriental et du Kalimantan oriental en compagnie de son sister-ship rebaptisé Dharma Ferry VII.

## Aménagements
Le Sunflower Kirishima possède 9 ponts désignés par ordre alphabétique. Si le navire s'étend en réalité sur 11 ponts, deux d'entre sont inexistants au niveau des garages afin de permettre au navire de transporter du fret. Les locaux passagers occupent les ponts Promenade, A et B tandis que l'équipage loge à l'avant du pont Promenade. Les garages se situent sur les ponts C, D, E et F.

### Locaux communs
Les aménagements du Sunflower Kirishima sont principalement situées sur les ponts Promenade et A. À l'époque japonaise, le navire était équipé de deux espaces de restauration sur le pont Promenade, le restaurant Côte d'Azur et une cafétéria ainsi que de deux salons sur le pont A, dont l'un avec vue sur la mer. Sur le pont B se trouvaient une salle d'arcade, une boutique ainsi que deux bains publics traditionnels (sentō). Les intérieurs du navire et de son jumeau étaient basés le thème de la Méditerranée et le Sunflower Kirishima arborait une décoration inspirée du sud de la France.
Depuis la vente du navire en Indonésie, la décoration des intérieurs a été modifiée et de nouvelles installations ont été aménagées telles qu'une salle de prière.

### Cabines
À bord du Sunflower Kirishima, les cabines sont situées sur les ponts A et B vers l'avant. Le navire est équipé de dix cabines Deluxe pouvant loger trois passagers, 34 cabines Deluxe B à trois de style occidental et deux de style japonais, 28 cabines Tourist à cinq et une à neuf places, 24 chambres Tourist non privatives à quatre places et 24 autres à six places et enfin deux dortoirs de 18 et 22 places. La grande majorité des cabines Deluxe sont équipées de sanitaires privés comprenant douche, WC et lavabo ainsi qu'une baignoire pour les suites.
Sous les couleurs de DLU Ferry, la disposition des cabines semble ne pas avoir été modifiée.

## Caractéristiques
Le Sunflower Kirishima mesure 186 mètres de long pour 25,50 mètres de large, son tonnage est de 12 418 UMS (ce qui n'est pas exact, le tonnage des car-ferries japonais étant défini sur des critères différents). Il peut embarquer 782 passagers et possède un spacieux garage pouvant embarquer 140 véhicules et 175 remorques. Le garage est accessible au moyen de deux porte rampe latérales situées à la proue et à la poupe du côté tribord ainsi qu'une porte axiale arrière. La propulsion du Sunflower Kirishima est assurée par deux moteurs diesel Nippon Kokan-SEMT Pielstick 12PC4-2V développant une puissance de 34 200 chevaux entraînant deux hélices à pas variables faisant filer le bâtiment à une vitesse de 22 nœuds. Il est aussi doté d'un propulseur d'étrave, d'un propulseur arrière ainsi que d'un stabilisateur anti-roulis. Les dispositifs de sécurité sont essentiellement composés de radeaux de sauvetage mais aussi d'une embarcation semi-rigide de secours.

## Lignes desservies
Sous les couleurs de Sunflower, le Sunflower Kirishima effectuait essentiellement la liaison de nuit entre Ōsaka et Shibushi située dans le préfecture de Kagoshima au sud de l'île de Kyūshū. Il a occasionnellement navigué sur d'autres lignes du réseau Sunflower telles que Tokyo - Tomakomai, puis Ōarai - Tomakomai de 1997 à 1999.
Depuis 2019, le navire navigue pour la compagnie DLU Ferry entre les provinces indonésiennes de Java oriental et du Kalimantan oriental sur la ligne Surabaya - Balikpapan.